# 国际主义
国际主义（英語：Internationalism）是指倡导和支持国家间为共同利益而开展更广泛的经济和政治合作的意識形態。不同国家和地区可能对这个词语有不同的理解。其特色為主張政治活動應考量全世界人類的狀況，如关注人权和環境保護等，而不是只專注於某一特定或自身國家的利益。
国际主义有多种解释和含义，但通常以反对民族主义和孤立主义为特征；国际主义往往支持诸如联合国等国际机构，提倡促进和尊重其他文化和习俗的世界观。

## 简介
国际主义是一种政治原则，一般而言主张国家和民族之间加强政治或经济合作。它与其他政治运动和意识形态相关，但也可以反映意识形态原则、信仰体系或政治运动本身。
国际主义的支持者被称为国际主义者，他们普遍认为人类应该跨越国家、政治、文化、种族或阶级界限团结起来以促进他们的共同利益，或者认为各国政府应该合作，因为他们的共同长期利益比他们的短期纠纷而言更重要。
国际主义不应与几个具有跨国或国际性质的概念相混淆：
- 世界主义，这是一种观念，认为所有人都是一个世界范围内的社区的成员[4]，并在全球范围内投射出一种社会性，即全球所有人之间的共同政治参与[5]。它起源于古希腊，由哲学家锡诺普的第欧根尼第一次从cosmos（世界，宇宙）和politês（公民）两个词中概念化[6][7]。
- 全球主義，这是一种意识形态运动，旨在推动世界统一和不同国家公民之间的团结。[8][9]。全球主義本身亦不应与全球化相混淆，全球化是一个经济和社会进程[10]。

同样需要注意的是，国际主义本身并不与自由主義或社会主义存在必然联系：
- 在中国，毛澤東时期，中國積極在亞非「輸出革命」，支持亞非新獨立的共產主義政權，但是批评者认为这一政策带有“意识形态输出色彩”。不论其是否为标准的无产阶级国际主义范式，此种国际主义与自由主义国际主义（英语：Liberal internationalism）并无关联。
- 而在美国的外交政策上，国际主义与孤立主义相对应，美國在1941年徹底放棄孤立主義，通過參與第二次世界大戰，並在冷戰時期配合作為领導反共產主義联盟的國際主義（更准确的说法是杜鲁门主义），把美國文化及價值觀推廣至全球層面，其中民主黨的外交政策採取干涉的國際主義，通過美國主導國際組織以發揮國際影響力。共和黨的外交政策則採取帶有單邊主義色彩的干涉主義，在國際上較強調美國的支配地位。美国通过这种策略在二战后的几年里扩大了影响力，制定了马歇尔计划支持欧洲国家的重建进程，寻求遏制共产主义，而这种遏制战略导致了朝鲜战争和越南战争，使得其合理性遭到严重质疑[11]。这与自由主义国际主义（英语：Liberal internationalism）和无产阶级国际主义均无关联，而更倾向于下文中介绍的“保守国际主义”。

## 起源

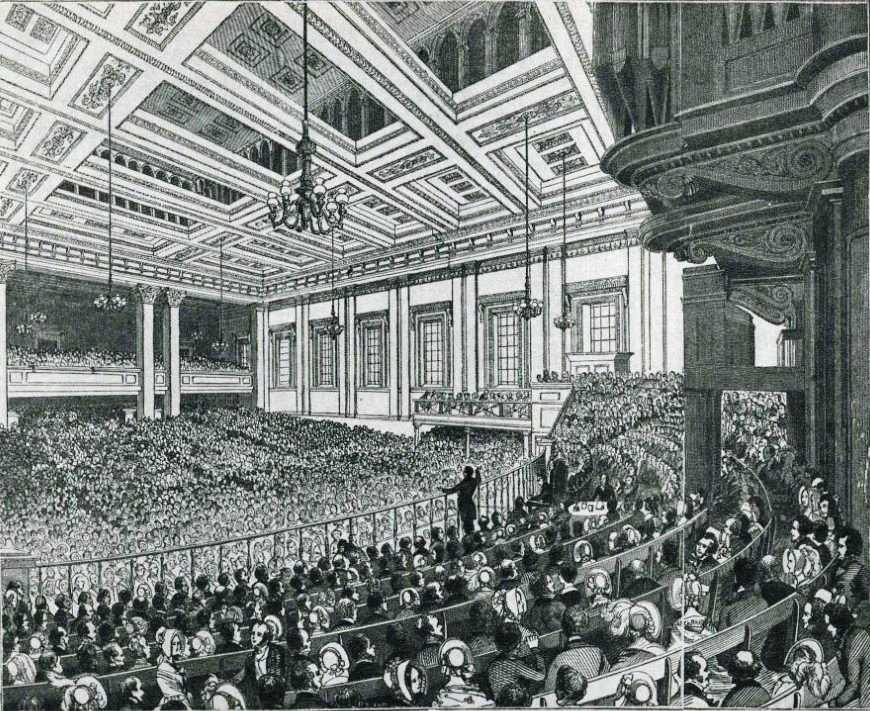
1846年反谷物法同盟大會

国际主义的起源地是英国。在19世纪的英国，有一股自由国际主义的政治思潮，以理查德·科布登、约翰·布莱特等人为代表，这二人均反对颇为保护主义的《谷物法》。在1843年9月28日于科文特花园的一次演讲中，科布登概述了他的乌托邦式国际主义理想：
自由贸易! 它是什么，为什么，就是为了打破分隔各国的壁垒；这些壁垒背后蕴藏着傲慢、报复、仇恨和嫉妒的情绪，这些情绪时不时地冲破界限，使整个国家血流成河。
这种自由主义的国际主义观念在当时遭到了社会主义者和激进分子的严厉批评，他们指出了全球经济竞争与帝国主义之间的联系，并将这种竞争视为世界冲突的根源。世界上最早的国际组织之一是国际工人协会，由工人阶级社会主义和共产主义政治活动家（包括卡尔·马克思）于1864年在伦敦成立。该组织也被称为第一国际，致力于跨越国界促进工人阶级的政治利益，并在意识形态上直接反对主张自由贸易和资本主义作为实现世界和平与相互依存手段的自由主义国际主义。
早期国际主义也曾与帝国主义进行结合。不列颠第十一世洛锡安侯爵就是一位国际主义者和帝国主义者，他在1914年12月期待“自由文明国家的自愿联盟最终将驱除竞争性军备的幽灵，为人类带来持久的和平”。1915年9月，他认为大英帝国是“最终世界共和国的完美典范”。

## 社会主义与国际主义

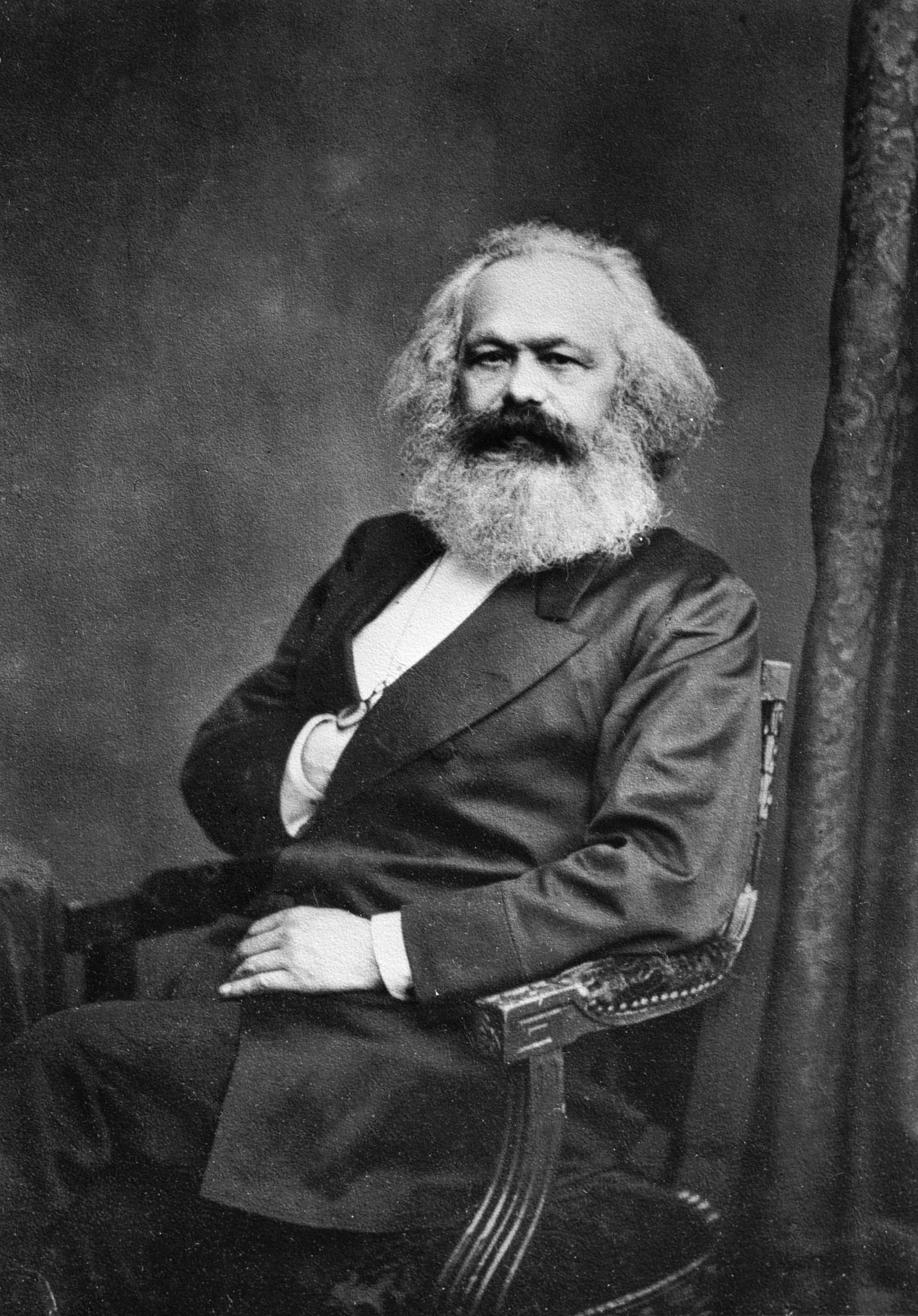
卡尔·马克思是第一国际的杰出代表，起草了许多小册子和声明

国际主义是社会主义政治理论的重要组成部分，这建立在各国工人阶级人民必须跨越国界团结起来，积极反对民族主义和战争以推翻资本主义的原则上（即无产阶级国际主义）。
卡尔·马克思、弗里德里希·恩格斯和弗拉基米尔·列宁等社会主义思想家认为，经济阶级是分裂社会的主要力量，而非与民族、种族或文化相关，民族主义意识形态是一种由一个社会的主要经济阶层控制的宣传工具。从这个角度来看，传播民族主义以隐藏社会中固有的阶级冲突（例如资本家为了利润而剥削工人）符合统治阶级的利益。因此，社会主义者将民族主义视为一种由社会给定经济生产方式产生的意识形态控制形式。
社会主义范式的国际主义是反帝国主义的，因此往往支持各国人民摆脱一切形式的殖民主义和外国统治，以及民族自决权。因此，社会主义者往往在政治上与反殖民独立运动结盟，并积极反对一国剥削。
由于在社会主义理论中战争被理解为资本主义固有的经济竞争规律的一般产物（即资本家与其各自的国家政府之间为自然资源和经济主导地位的竞争），因此对于促进跨国资本主义和“自由贸易”的“自由主义意识形态"，即使它们有时用积极的论调来谈论国际合作，但从社会主义的角度来看，它们仍然植根于推动世界冲突的经济力量。在社会主义理论中，只有经济竞争结束、社会阶级分化不复存在，世界和平才能到来。马克思和恩格斯在1848年的《共产党宣言》中表达了这个想法：
当一个人对另一个人的剥削结束时，一个民族对另一个民族的剥削也将结束。当国家内部各阶级之间的对立消失时，一个国家对另一个国家的敌意就会结束。
列宁后来重申了这一想法，并作为第一次世界大战期间布尔什维克党的官方政策:
社会主义者一直谴责国家之间的战争是野蛮的和残暴的。但我们对战争的态度与资产阶级和平主义者和无政府主义者的态度根本不同。我们与前者的不同之处在于，我们理解战争与国内阶级斗争之间的必然联系；我们明白，除非废除阶级和建立社会主义，否则战争是无法消除的。

### 国际工人协会
国际工人协会（AIT），或第一国际，是一个成立于1864年的组织，由各种倡导国际主义社会主义和反帝国主义意识形态的工人阶级激进分子和工会成员组成，这是使得欧洲新生的国际劳工运动得到联合的第一次正式尝试。
然而问题在于，第一国际汇集了来自所有欧洲国家和美国的最多样化的左翼意识形态的工人：从马克思主义共产主义到巴枯宁和蒲鲁东的无政府主义，还包括工团主义者、改良主义者、激进的民主主义者等，这些内部分歧导致该组织在1872年“内爆”，当时马克思将巴枯宁从海牙的AIT大会上开除。这种分裂进一步削弱了在巴黎公社之后受到镇压打击的社会主义运动。在1876年7月15日，于费城举行的代表大会最终决定了第一国际的自我解散命运。

### 社会主义国际
社会主义国际（第二国际）成立于1889 年7月14日，首次大会在弗里德里希·恩格斯的倡议下在巴黎举行，与第一国际不同，代表们不创建中央机构，而是组织定期会议以促进国家之间的交流。
虽然第二国际仍然一直存在改良主义和革命主义方法论之间的更为具体的裂痕，但到第一次世界大战的战前时期，在表面上致力于和平和反帝国主义的社会主义国际代表大会还是于1912 年在瑞士巴塞尔举行了会议，预期了战争将会爆发，并起草了一份宣言，指出工人阶级应该“尽一切努力以他们认为最有效的方式防止战争爆发”。到1914年，第一次世界大战仍然爆发，德国社会民主党的议会党团在议会中投票赞成战争拨款，支持德国政府“保卫祖国”，违背了无产阶级国际主义原则，从而于1915年的齐美尔瓦尔德会议上，各社会主义政党间的分裂公开化，直接导致了第二国际的消亡。

### 共产国际

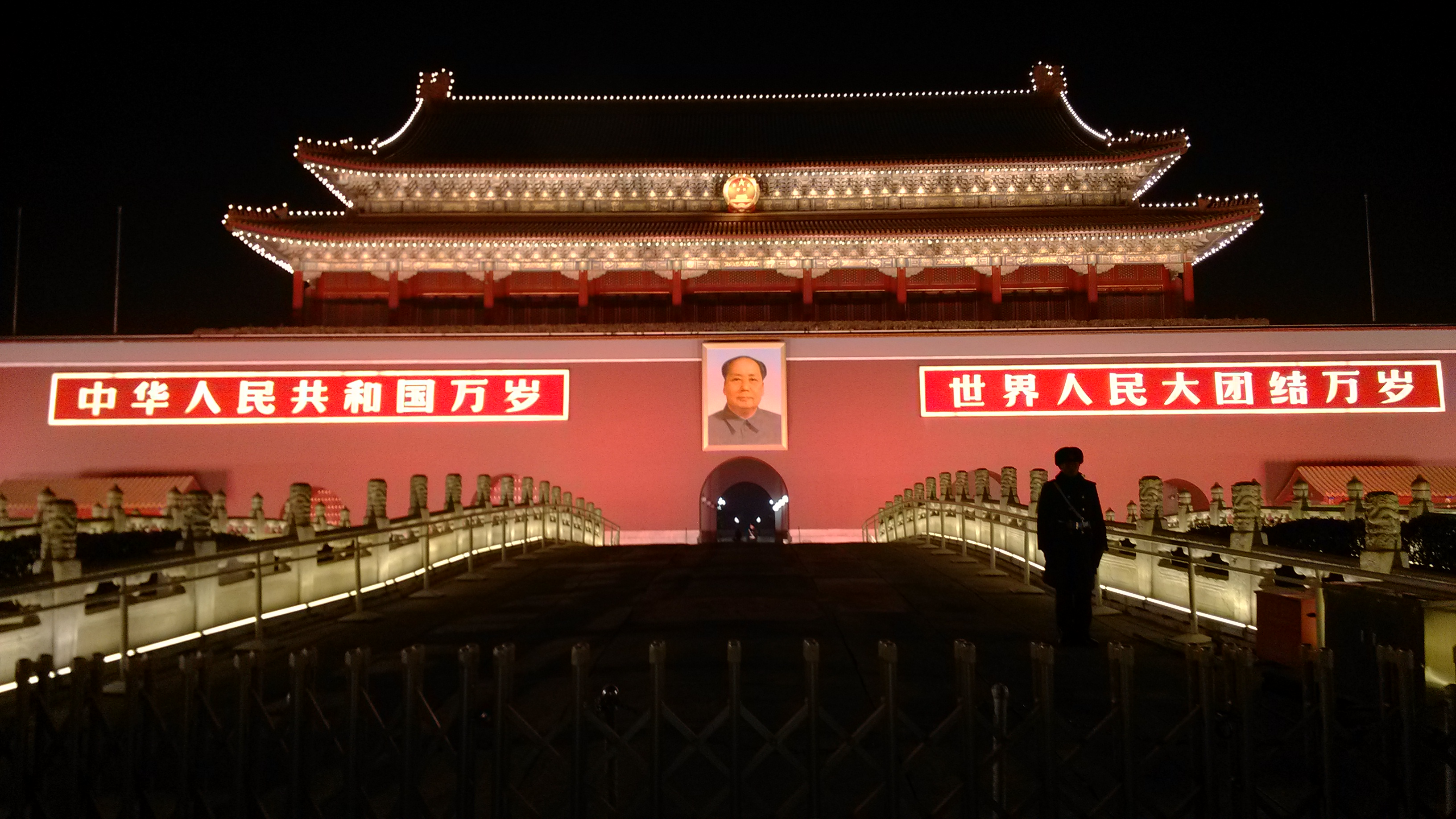
天安門兩側國家主義和國際主義的標語

共产国际，也称为第三国际，于1919年在俄国革命、第一次世界大战结束和第二国际解散后成立。它是一个致力于无产阶级国际主义和革命推翻世界资产阶级的来自世界各地的共产主义政党的协会。列昂·托洛茨基所著的《共产国际宣言》将共产国际的政治方向描述为“反对帝国主义的野蛮行为，反对君主制，反对特权阶层，反对资产阶级国家和资产阶级财产，反对各种形式的阶级或民族压迫”。
然而第三国际很快成为苏联外交政策的工具并由苏联实际控制。1935年第七次代表大会后，共产国际不再举行世界性会议。1943年，它在第二次世界大战的背景下被斯大林镇压并解散了。1947年，共产党和工人党情报局成立，试图将欧洲所有共产党联系起来，并一直运作到1956年。在1950年至1980年期间，中国共产党和阿尔巴尼亚共产党也被认为组织了国际主义网络，但并未将它们正式化为一个组织。

### 第四国际
第四个也是最后一个社会主义国际由托洛茨基及其追随者于1938年在巴黎创立，反对第三国际和苏联在约瑟夫·斯大林领导下所采取的方向。第四国际宣称自己是列宁领导下的原共产国际的真正意识形态继承者。直到21世纪，各种仍然活跃的左翼政治组织往往仍声称是托洛茨基最初的第四国际的当代继承者。

## 公民运动与国际主义

### 和平国际主义
和平国际主义是一系列思想运动的统称，超越意识形态和信仰，反对战争，认为国际合作可作为解决国际冲突的手段。这种国际主义的特点是，不同的和平主义运动对实现和平的手段没有相同的看法，但它们的共同点是反对战争和国家之间的军备竞赛。
和平国际主义以三个反战国际主义传统为特征：
- 普世和平主义：受一神教、东方哲学、乌托邦社会主义者理论的影响。在当代，甘地代表了这种类型的和平主义。
- 反军国主义：受革命者、无政府主义者和工团主义者的影响。以拒绝战争为特征，在反对军备、特别是反对强制征兵的动员中具有国际特征。
- 世界主义：受启蒙运动的影响，特别是受康德《论永久和平》的理论影响。认为拥有相似价值观和政府结构的国家倾向于通过外交而不是战争来解决冲突。

二战后，各种和平运动通过协调行动，以国际和平主义运动的面貌出现在世界舆论场中。1950年代，世界和平理事会进行全球和平主义动员以应对核威胁，尤其是提出“斯德哥尔摩倡议”；1960年代和 1970年代国际社会以去中心化的形式动员反对越南战争。这种和平主义国际主义与大众媒体对冲突的报道联系在一起，其特点是动员形式的跨国传播；2003年国际动员反对以美国为首的联军领导的第三次海湾战争。抗议活动在最初几个月共有数百万人参加，然后逐渐减弱。

## 保守主义与国际主义

### 保守国际主义
保守国际主义在二战后的美国保守派政府中得以形成，其核心是支持通过使用武力来进行价值扩张，哈里·杜鲁门和罗纳德·里根都可以被看作“保守国际主义者”。其作为一种学说首先由美国保守派学者亨利·瑙提出，他认为保守国际主义是一种信仰体系，其中包括对自由发展的支持、关注对美国造成的安全威胁、对民主逐渐和渐进扩张的兴趣、关注与民主国家接壤的国家、相信武力的效用和必要性、平等权衡武力和外交、对国际制度的怀疑、对自由贸易的偏好超过对外援助、对政治自由是思想和制度性产物而非经济发展的产物的理解、以及如果公众舆论反对外国干预则愿意减少损失的意愿等与保守主义高相关的要素。

### 右翼民粹主义与国际主义
全球化导致了经济与文化的统一交流和空间与族群之间的竞争，全球和地方之间的紧张关系在结构上产生了一种矛盾的退缩，即在地方的经济、政治仍依赖全球化、自由贸易和国际合作的同时，身份和空间认同已退缩到领土或国家（区域主义/本土主义/民族主义）、宗教（原教旨主义）和族群（种族主义）上。各地的右翼民粹主义虽在身份认同上进行退缩，但在行动上仍然会采取超国家联合的国际主义策略。国际主义要素的强度和结合方式根据不同的国家背景而变化，不同地区的右翼民粹主义之间在超国家范围内的合作行为仍然与其战略选择有关，如欧洲的民粹主义在欧洲议会中面对共同的敌人时，即会采取跨国合作态度。
同时，欧洲右翼民粹主义亦被认为和俄罗斯存在国际范围内的密切合作，国民阵线和北方联盟，以及一系列欧洲极右翼政党，都与俄罗斯有着密切的联系，一些新闻调查表明，俄罗斯的资金流向了那些在西方打破普京所遭受的孤立并为其立场和领导人辩护的政党。这些党派的领导人和负责人多次访问俄罗斯，反之克里姆林宫的特使也被派往欧洲国家。

### 极右翼与国际主义

联合国一般被认为是一具有国际主义属性的组织。

国际主义在马克思主义和社会主义思潮中常作为重要纲领。

上世纪的法西斯主义是一场民族主义革命，它通过排外和威权主义得以建立。可以讨论 "全球法西斯主义"，包括二战时期的法西斯专制政权之间建立国际合作的行为，但事实上法西斯主义从未把自己组织和包装成一个 "国际"（Internationale），这个词对法西斯主义来说过于具有左派内涵。1945年后，世界范围内有过部分建立新法西斯国际组织（这个词在当时事实上甚至法律上是被禁止的）的尝试，如欧洲社会运动或新欧洲秩序，然而它们仍然是边缘化的，并在地缘上局限于欧洲。
在20世纪末，新的跨国极右翼团体开始发展起来，他们共同反对全球化、移民、后工业化世界主义和欧洲建设，但其国际主义受到基于身份认同的价值观的限制。

## 批评
对国际主义的主要批评来自于民族主义者。对国际主义的通俗批判主要包括国际主义可能会损害本民族利益、国际主义的跨国合作乃至消灭国家主张是乌托邦理想难以实现等；而在概念上，民族主义一般认为民族概念包含共同语言、文学、历史、价值观等自然要素，民族共同体具有其天然正当性，国际主义可能会破坏人类社会共同体的形成原则。如原生论认为，民族是原生的、返璞归真的、人类处于自然状态下自然形成的；而国际主义者可能会认为，民族是“想像的共同体”，是社会建构的结果。
作为浪漫民族主义者，斯宾格勒在其1918年的《西方的没落》中将西方文化即将消亡与启蒙运动后理性主义的胜利联系在一起，认为启蒙理性与国际主义、世界主义、民主和其他力量联系起来，这些力量侵蚀了生活文化的基础，将人类价值导向欲望化的都市和物质主义。

## 参看
- 全球化
- 世界主義
- 帝國主義
- 新自由主義
- 新保守主義
- 无产阶级国际主义